# Birkach (Burgpreppach)
Birkach ist ein Gemeindeteil des Marktes Burgpreppach im unterfränkischen Landkreis Haßberge in Bayern.

## Geographische Lage
Das Kirchdorf Birkach liegt nordwestlich von Burgpreppach.
Die durch den Ort verlaufende Kreisstraße HAS 40 führt westwärts nach Erlsdorf und ostwärts nach Gemeinfeld. Von Birkach aus führt die Kreisstraße HAS 42 nordwärts nach Ditterswind.
Südöstlich von Birkach verläuft in Nordost-Südwest-Richtung die B 303.

## Geschichte
Die erste bekannte urkundliche Erwähnung von Birkach stammt aus einer Schenkung von Besitztümern durch die Edlen von Rauheneck am 12. Juni 1231 an dem Würzburger Bischof Hermann I. von Lobdeburg.
Nach mehreren Besitzerwechseln ging Birkach 1412/13 an Ritter Georg Fuchs von Bimbach. Durch diesen wurde Birkach evangelisch und Mitglied der evangelischen Pfarrei Burgpreppach. Nachdem die Fuchs von Bimbach den Ort 1640 wegen Schulden nach dem Dreißigjährigen Krieg verkaufen mussten, verließ Birkach im Jahr 1671 die evangelische Pfarrei und ging  an die katholische Filiale Gemeinfeld. Die frühgotische Simultankirche St. Philipp und Jakob aus dem 13. Jahrhundert wurde im 17./18. Jahrhundert umgebaut.
Am 1. Juli 1973 wurde Birkach im Rahmen der Gebietsreform in Bayern nach Burgpreppach eingegliedert.